# Réka
A Réka Attila hun király feleségének neve. Hun tárgyú mondákban szerepel először ezen a néven, a korabeli bizánci történetíró Kreka és Rekan alakban említi. Eredete bizonytalan, talán egy germán szóból származik, és a jelentése víz, patak, de ótörök eredetűnek is tartják, e szerint a vélemény szerint eredeti alakja Arikan volt, és a jelentése tiszta úrnő.
A hun–székely–magyar gondolatkörben Réka királynét egyszerre tisztelik Attila hun király feleségeként és Csaba királyfi anyjaként.

## Rokon nevek
Annaréka, Arikán, Arika

## Gyakorisága
Az 1990-es években a Réka igen gyakori név volt, a 2000-es években a 2-6. leggyakoribb női név.
Az Arikán és az Arika az 1990-es években szórványosan fordult elő, a 2000-es években nem szerepelnek a 100 leggyakoribb női név között.

## Névnapok
- Réka: február 6.,[2] november 10.[2]
- Arikán, Arika: augusztus 17.

## Híres Rékák, Arikánok, Arikák
- Albert Réka kutató
- Demeter Réka válogatott labdarúgó
- Farkasházi Réka színésznő
- Gavalda Réka válogatott labdarúgó
- Jakab Réka válogatott labdarúgó
- Keve hun vezér leánya, Attila hun uralkodó kedvenc felesége
- Koós Réka, énekes, színésznő
- Nagy Réka aranyérmes úszóbajnok
- Pelsőczy Réka színésznő
- Rubint Réka aerobikedző
- Sárközi Réka nemzetközi női labdarúgó-partjelző
- Szilvay Réka magyar származású finn hegedűművész
- Szőcs Réka válogatott labdarúgó
- Emhő Réka válogatott öttusázó
- Hársfalvi Réka magyar divattervezőnő
- Gyöngyösi Réka, a magyar női labdarúgó válogatott tagja
- Zádori Réka, magyar válogatott teniszező